# Ca l'Aguilar
Ca l'Aguilar és una masia situada al municipi de Castellnou de Bages a la comarca catalana del Bages.